# Задлер, Николай Васильевич
Николай Васильевич Задлер (1884—1922) — русский военный, старший лейтенант РИФ, капитан 2-го ранга Белой армии.

## Биография
Родился 14 сентября 1884 года, в семье старшего врача Пермской Александровской губернской земской больницы — доктора медицины Василия Карловича Задлера и его жены — Марии Шарлотты Марианны Задлер (урождённая Лютер, происходила из семьи балтийских немцев, потомков церковного реформатора Мартина Лютера).
Военное образование получил в Морском кадетском корпусе, который окончил в 1906 году. 29 апреля этого же года был произведён в гардемарины. Принимал участие в оказании помощи пострадавшим во время землетрясения в Сицилии и Калабрии в 1908 году. Произведён в 1907 году в мичманы и в 1910 году — в лейтенанты. Окончил Минный офицерский класс. С 7 октября 1911 года — минный офицер 2-го разряда, с 11 марта 1913 года — минный офицер 1-го разряда.
Участник Первой мировой войны. 6 декабря 1916 года получил чин старшего лейтенанта. В 1917 году служил старшим офицером эскадренного миноносца «Летун». Во время вооруженных беспорядков в Гельсингфорсе в марте 1917 года, Николай Задлер был арестован судовым комитетом эсминца с командиром корабля Б. А. Вилькицким. Впоследствии оба офицера по ходатайству команды «Летуна» был освобождены. После Октябрьской революции Задлер покинул Гельсингфорс и отправился на юг России.

Эсминец «Цериго», 1921 год

Был участником Гражданской войны в России в рядах Белой армии. В 1918 году находился в Ростове-на-Дону, стал участником формирующейся Добровольческой армии. Участвовал в Первом Кубанском походе («Ледяной поход»)  генерала Л. Г. Корнилова. В ноябре 1919 года был произведён в инженер-механики и позже — в капитаны 2-го ранга. Находился в должности командира эскадренного миноносца «Цериго» с января по декабрь 1920 года. В этот период командовал эсминцем во время эвакуации армии генерала Ф. Э. Бредова из Одессы в феврале 1920 года и эвакуации гражданского населения и армии генерала Врангеля из Крыма в ноябре 1920 года. В декабре 1920 Н. В. Задлер сдал командование миноносцем и остался в Константинополе. В 1921 году перебрался в Болгарию и проживал недалеко от Варны. Был убит 13 апреля 1922 года близ Варны вместе с женой. Место захоронения неизвестно.

## Семья
Был женат на Нине Львовне Задлер, урожденной Пиотрашко.

## Награды
- Награждён орденами Святой Анны 3-й степени (26.08.1915), Святого Владимира 4-й степени с мечами и бантом (05.10.1915), мечами и бантом к ордену Св. Анны 3-й степени (31.03.1916); имел Знак участника Первого Кубанского похода (1919).